# Zerscherbung
Der Ausdruck Zerscherbung bezeichnet in der Archäologie eine offensichtlich gezielte Zerstörung keramischen Gutes. Die derart zerstörten Geräte gelten als zerscherbt, weil sie oft nicht mehr rekonstruiert werden können. 
Als ein Erkennungsmerkmal gilt der relativ gleichförmige Grad der Scherben, was auf ein absichtliches Zerkleinern der Gefäße zurückgeführt wird. Zerscherbt bedeutet, dass alle Teile des Objekts zum Zeitpunkt der Niederlegung fragmentiert waren. Zerscherbte Keramik findet sich seit dem Neolithikum an Kultplätzen oder in Kultanlagen z. B. Megalithanlagen, mitunter in besonders großer Menge.  
Dazu passt 3. Mose 6.21: Und das irdene Gefäß, in welchem es (das Opfer) gekocht wird, soll zerbrochen werden.